# Емельянов, Алексей Степанович
Алексей Степанович Емельянов (24 февраля 1902, д. Кучино, Смоленская губерния — 13 сентября 1976, д. Дитятьево, Вологодский район Вологодской области) — советский зоотехник и педагог, член-корреспондент ВАСХНИЛ (1956).

## Биография
Окончил четыре класса начальной школы, двухклассное училище, Овиновщинский сельскохозяйственный техникум (1923 — с отличием), Московский высший зоотехнический институт (1928) и институт аспирантуры при МСХА (1931).
Преподаватель Овиновщинского с.-х. техникума (1928—1930). Специалист по животноводству ВАСХНИЛ (1931). Зам. директора Северного НИИ молочного хозяйства (1931—1935). Зам. директора Северной краевой опытной станции по животноводству (Вологодская область, 1935—1944), директор Вологодской областной станции по животноводству (1944—1956).
Одновременно с 1947 г. на научной и преподавательской работе в Вологодском молочном институте: доцент, с 1955 профессор, заведующий кафедрой кормления с.-х. животных.
В 1956—1974 директор Вологодской государственной с.-х. опытной станции (с 1968 Северо-Западный НИИ молочного и лугопастбищного хозяйства).
Специалист по проблемам развития скотоводства и земледелия в северных районах.

## Награды и звания
Доктор с.-х. наук (1954), член-корреспондент ВАСХНИЛ (1956).
Заслуженный зоотехник РСФСР (1950). Награждён 2 орденами Ленина (1936, 1966), орденом Октябрьской Революции, медалью, Малой и Большой серебряными медалями ВСХВ (1939,1954), золотой медалью ВДНХ (1965), почетной грамотой Президиума Верховного Совета РСФСР (1961).

## Научные труды
Автор работ по кормлению и рационам крупного рогатого скота.
Книги:
- Системы кормовых рационов для молочных коров с годовым удоем в среднем по стаду 4-6 тыс. килограммов молока в условиях северных областей СССР / Вологод. обл. опыт. станция по животноводству. — Вологда-Молочное, 1948. — 277 с.
- Лактационная деятельность коров и управление ею / Вологод. обл. опыт. станция животноводства. — Вологда, 1953. — 256 с.
- Как раздоить коров. — Вологда: Обл. кн. изд-во, 1954. — 31 с.
- Выращивание молочных коров. — Вологда: Кн. изд-во, 1963. — 40 с.